# Hässlunda socken
Hässlunda socken i Skåne ingick i Luggude härad, ingår sedan 1971 i Helsingborgs kommun och motsvarar från 2016 Hässlunda distrikt.
Socknens areal är 14,43 kvadratkilometer varav 14,37 land. År 2000 fanns här 331 invånare. En del av tätorten Mörarp samt kyrkbyn Hässlunda med  sockenkyrkan Hässlunda kyrka ligger i socknen.

## Administrativ historik
Socknen har medeltida ursprung. 
Vid kommunreformen 1862 övergick socknens ansvar för de kyrkliga frågorna till Hässlunda församling och för de borgerliga frågorna bildades Hässlunda landskommun. Landskommunen uppgick 1952 i Mörarps landskommun som 1971 uppgick i Helsingborgs kommun. Församlingen uppgick 2002 i Mörarp-Hässlunda församling som 2010 uppgick i Kropps församling.
1 januari 2016 inrättades distriktet Hässlunda, med samma omfattning som församlingen hade 1999/2000.  
Socknen har tillhört län, fögderier, tingslag och domsagor enligt vad som beskrivs i artikeln Luggude härad. De indelta soldaterna tillhörde Norra skånska infanteriregementet, Luggude kompani och Skånska husarregementet, Fjärresta skvadron, Billesholms kompani.

## Geografi
Hässlunda socken ligger öster om Helsingborg. Socknen är en odlad slättbygd.

## Fornlämningar
Boplatser från stenåldern är funna. Från järnåldern finns tre domarringar och resta stenar.

## Befolkningsutveckling
| Befolkningsutvecklingen i Hässlunda socken 1571-2000 | Befolkningsutvecklingen i Hässlunda socken 1571-2000 | Befolkningsutvecklingen i Hässlunda socken 1571-2000 | Befolkningsutvecklingen i Hässlunda socken 1571-2000 | Befolkningsutvecklingen i Hässlunda socken 1571-2000 |
| ---------------------------------------------------- | ---------------------------------------------------- | ---------------------------------------------------- | ---------------------------------------------------- | ---------------------------------------------------- |
|                                                      |                                                      |                                                      |                                                      |                                                      |
| År                                                   |                                                      |                                                      | Invånare                                             |                                                      |
| 1571                                                 | 1571                                                 |                                                      | 1491                                                 | 1491                                                 |
| 1620                                                 | 1620                                                 |                                                      | 2121                                                 | 2121                                                 |
| 1699                                                 | 1699                                                 |                                                      | 2181                                                 | 2181                                                 |
| 1718                                                 | 1718                                                 |                                                      | 2461                                                 | 2461                                                 |
|                                                      |                                                      |                                                      |                                                      |                                                      |
| 1810                                                 | 1810                                                 |                                                      | 416                                                  | 416                                                  |
| 1820                                                 | 1820                                                 |                                                      | 453                                                  | 453                                                  |
| 1830                                                 | 1830                                                 |                                                      | 545                                                  | 545                                                  |
| 1840                                                 | 1840                                                 |                                                      | 575                                                  | 575                                                  |
| 1850                                                 | 1850                                                 |                                                      | 609                                                  | 609                                                  |
| 1860                                                 | 1860                                                 |                                                      | 658                                                  | 658                                                  |
| 1870                                                 | 1870                                                 |                                                      | 608                                                  | 608                                                  |
| 1880                                                 | 1880                                                 |                                                      | 679                                                  | 679                                                  |
| 1890                                                 | 1890                                                 |                                                      | 656                                                  | 656                                                  |
| 1900                                                 | 1900                                                 |                                                      | 628                                                  | 628                                                  |
| 1910                                                 | 1910                                                 |                                                      | 597                                                  | 597                                                  |
| 1920                                                 | 1920                                                 |                                                      | 535                                                  | 535                                                  |
| 1930                                                 | 1930                                                 |                                                      | 496                                                  | 496                                                  |
| 1940                                                 | 1940                                                 |                                                      | 457                                                  | 457                                                  |
| 1950                                                 | 1950                                                 |                                                      | 488                                                  | 488                                                  |
| 1960                                                 | 1960                                                 |                                                      | 395                                                  | 395                                                  |
| 1970                                                 | 1970                                                 |                                                      | 409                                                  | 409                                                  |
| 1980                                                 | 1980                                                 |                                                      | 345                                                  | 345                                                  |
| 1990                                                 | 1990                                                 |                                                      | 322                                                  | 322                                                  |
| 2000                                                 | 2000                                                 |                                                      | 331                                                  | 331                                                  |
|                                                      |                                                      |                                                      |                                                      |                                                      |
| 1 Beräknad folkmängd                                 |                                                      |                                                      |                                                      |                                                      |

## Namnet
Namnet skrevs i slutet av 1300-talet Haslwnda och kommer från kyrkbyn. Efterleden är lund, 'skogsdunge'. Förleden kan innehålla hässle, 'hasseldunge'..